# Drents-Groningse Pers
De Drents-Groningse Pers was een uitgeverij van regionale dagbladen in Nederland, actief van 1966 tot 1995.
De oorsprong van de Drents-Groningse Pers ligt in 1966, toen de Drentse en Asser Courant en de Emmer Courant werden overgenomen door de Nederlandse Dagblad Unie. In 1975 werd de uitgeverij overgenomen door Wegener, en in 1979 werden ook de publicaties van Uitgeverij van der Veen uit Winschoten (Winschoter Courant en De Noord-Ooster) toegevoegd. In 1992 voerde Wegener een reorganisatie door, waarbij de Drentse dagbladen werden samengevoegd tot de Drentse Courant en de Groninger dagbladen tot het Groninger Dagblad. De hoofdredactie van beide nieuwe kranten werd gevestigd in Assen. 
In 1995 verkocht Wegener de uitgeverij aan Hazewinkel Pers, de uitgever van het Nieuwsblad van het Noorden. In 2002 werden alle publicaties samengebracht onder de nieuwe titel Dagblad van het Noorden.